# Temporada 1991-1992 del Club Joventut Badalona
La temporada 1991-1992 va ser la 53a temporada en actiu del Club Joventut Badalona des que va començar a competir de manera oficial. La Penya va disputar la seva 36a temporada a la màxima categoria del bàsquet espanyol. Va acabar la fase regular com a líder, classificant-se per disputar els play-offs i aconseguit el títol de lliga per segona temporada consecutiva, repetint doncs l'èxit de la temporada anterior. L'equip també va ser finalista de la Lliga europea, tercer classificat de la Copa del Rei i campió de la Lliga catalana.

## Resultats
Copa d'Europa FIBA
En aquesta edició de la Lliga europea el Joventut va perdre la final davant el KK Partizan per 71 a 70.
Lliga ACB i play-offs
Aquesta temporada torna a guanyar la Lliga ACB. Finalitza la fase regular en la primera posició de 24 equips participants, classificant-se per disputar els play-offs. En 34 partits disputats de la fase regular va obtenir un bagatge de 26 victòries i 8 derrotes, amb 2.885 punts a favor i 2.522 en contra (+363). Als play-offs va eliminar el Caja San Fernando a vuitens, al Fórum Filatélico a quarts i a l'Estudiantes a semifinals. A la final va aconseguir el títol en derrotar el Reial Madrid en el cinquè partit.
Copa del Rei
El Joventut va arribar fins a les semifinals de la Copa després d'eliminar el Valvi Girona a quarts per 77 a 71. Va quedar fora de la final en perdre per segona temporada consecutiva davant l'Estudiantes, aquest cop amb un marcador més ajustat que el de la temporada anterior: 78 a 77. La Penya va disputar un partit pel tercer i quart lloc amb el perdedor de l'altre eliminatòria, el FC Barcelona, i la victòria va ser per als badalonins per 83 a 72.
Lliga catalana
La Penya va guanyar aquesta edició de la Lliga catalana guanyant a la final al FC Barcelona per 87 a 73. A semifinals havia derrotat el Girona per 101 a 67.

## Plantilla
La plantilla del Joventut aquesta temporada va ser la següent:
| Club Joventut Badalona: plantilla 1991-92 |                           |       |      |
| #                                         | Jugador                   | Pos.  | A.   |
| 4                                         | Carlos Ruf                | Pivot | 2.10 |
| 5                                         | Rafa Jofresa              | Base  | 1.83 |
| 6                                         | Tomàs Jofresa             | Base  | 1.84 |
| 8                                         | Jordi Villacampa          | Aler  | 1.96 |
| 9                                         | Jordi Pardo               | Aler  | 1.92 |
| 10                                        | Corny Thompson            | Pivot | 2.02 |
| 11                                        | Alfonso Albert            | Pivot | 2.11 |
| 12                                        | Juan Antonio Morales      | Pivot | 2.11 |
| 13                                        | Ferran Martínez i Garriga | Pivot | 2.12 |
| 14                                        | Harold Pressley           | Aler  | 2.01 |
| 15                                        | Mike Smith                | Aler  | 1.98 |

| Club Joventut Badalona: staff 1991-92 |            |
| Nom                                   | Funció     |
| Lolo Sáinz                            | Entrenador |
| Randy Knowles                         | Assistent  |

| Jugadors del planter amb minuts al 1r equip |               |      |      |              |
| #                                           | Jugador       | Pos. | A.   | Participació |
| 14                                          | Jordi Llorens | Aler | 1.98 | 9 partits    |
| 99                                          | Oscar Alarcón | Aler | 1.97 | 1 partit     |